# Выборы губернатора Самарской области (2023)
Выборы губернатора состоялись в Самарской области 8 сентября—10 сентября 2023 года. Губернатор избирается на 5 лет. На тот же срок буден назначен членом Совета Федерации один из трёх протеже избранного кандидата.
9 июня 2023 года депутаты Самарской губернской думы назначили выборы на 10 сентября 2023 года (единый день голосования) А 15 июня избирательная комиссия постановила провести голосование в течение нескольких дней подряд — 8, 9 и 10 сентября 2023 года. При этом 8 и 9 сентября предписано провести голосование групп избирателей, находящихся в труднодоступных местах, вдалеке от избирательных участков.
На 1 января 2023 года в Самарской области было зарегистрировано 2 403 213 избирателей, из которых около 37,94 % (911 914 избирателей) в Самаре и 28,92 % (526 660 избирателей) в Тольятти.

## Предшествующие события
С сентября 2017 года должность губернатора занимает Дмитрий Азаров. 25 сентября 2017 года, после отставки Николая Меркушкина, президент Путин назначил члена Совета Федерации от администрации Самарской области Дмитрия Азарова временно исполняющим обязанности губернатора.
9 сентября 2018 год состоялись досрочные выборы, на которых Азаров был выдвинут партией «Единая Россия». При явке 47,93% он получил 72,63 % голосов и победил в первом туре. После вступления в должность губернатора Азаров назначил в Совет Федерации Фарита Мухаметшина.
28 марта 2023 года президент Владимир Путин провёл рабочую встречу с губернатором Самарской области Дмитрием Азаровым. Доложив президенту о положении дел в Самарской области Азаров также сообщил о намерении участвовать в губернаторских выборах в сентябре 2023 года.

## Организация выборов
Избирательная комиссия Самарской области состоит из 14 членов с правом решающего голоса. Должность председателя с июля 2011 года занимает Вадим Михеев (15 декабря 2011 года переизбран на 5 лет). Действующий состав сформирован в декабре 2021 года на 5 лет (2021—2026). Половину назначил губернатор Самарской области Азаров, половину — Самарская губернская дума. 
7 июня председатель ЦИК РФ Элла Памфилова объявила, что в 10 сентября 2023 года в 24 регионах могут применить дистанционное электронное голосование (ДЭГ) на портале «Госуслуги». Избирательная комиссия Самарской области сперва подала заявку, но затем отозвала её.
Ключевые даты
- 9 июня депутаты Самарской губернской думы назначили выборы на единственно возможную дату — 10 сентября 2023 года (единый день голосования)
  - 14 июня — официальная публикация решения о назначении выборов в газете «Волжская коммуна».
  - 15 июня — публикация избиркомом расчёта числа подписей, необходимых для регистрации кандидата (следующие 3 дня)
  - с 14 июня по 23 июля до 18:00 — выдвижение кандидатов (30 дней после дня официального опубликования решения о назначении выборов)
  - агитационный период начинается со дня выдвижения кандидата и прекращается за одни сутки до дня голосования
- с 16 июля по 26 июля до 18:00 — представление документов для регистрации кандидатов. К заявлениям должны прилагаться листы с подписями муниципальных депутатов
- с 12 августа по 7 сентября — период агитации в СМИ
- 8, 9, 10 сентября — дни голосования

## Кандидаты
| Зарегистрированные кандидаты | Зарегистрированные кандидаты | Зарегистрированные кандидаты | Зарегистрированные кандидаты      | Зарегистрированные кандидаты | Зарегистрированные кандидаты | Зарегистрированные кандидаты |
| Кандидат                     | Возраст                      | Должность (на момент выдвижения) | Субъект выдвижения                | Дата регистрации             | Кандидаты в Совет Федерации |                              |
| ---------------------------- | ---------------------------- | --- | --------------------------------- | ---------------------------- | --- | ---------------------------- |
| Дмитрий Азаров               | 53 года (09.08.1970)         | действующий губернатор Самарской области | «Единая Россия»                   | 27 июля                      | Ф. М. Мухаметшин, член Совета Федерации, Е. А. Сазонова, заведующий отделом по гендерной политике и культурно-массовой работе профсоюза АО «Автоваз», депутат Самарской губернской думы, Д. В. Холин, зам. командира батальона по военно-политической работе мотострелкового батальона войсковой части 90600 (15-я отдельная гвардейская мотострелковая бригада в посёлке Рощинском Самарской области), депутат Самарской губернской думы |                              |
| Алексей Лескин               | 49 лет (20.05.1974)          | депутат Самарской губернской думы, заместитель председателя                                                                                 | «КПРФ»                            | 27 июля                      | В. А. Воробьёв, директор ООО «Авторитет Пласт Плюс», депутат думы Тольятти М. А. Ерина, депутат Самарской губернской думы, М. Н. Матвеев, депутат Госдумы |                              |
| Михаил Маряхин               | 48 лет (10.09.1977)          | временно неработающий | «Справедливая Россия — За правду» | 27 июля                      | М. Н. Гусейнов, депутат Самарской губернской думы, А. Е. Разуваев, директор ООО «Фин Строй-Сервис», Д. В. Макаренко, директор А-Иншуранс» |                              |
| Сергей Пухаев                | 43 года (04.05.1980)         | финансовый директор ООО «КД ПМК» | «Новые люди»                      | 27 июля                      | С. А. Лушин, руководитель проекта в администрации ООО «АИР Магистраль», Д. А. Завьялов, директор АНО «Центр поддержки семьи, материнства и детства «Перекресток Развития», В. В, Дрыков, гендиректор ООО «Профагроресурс» |                              |
| Александр Степанов           | 41 год (06.06.1984)          | депутат Самарской губернской думы, заместитель председателя комитета по бюджету, финансам, налогам, экономической и инвестиционной политике | ЛДПР                              | 27 июля                      | Е. З. Яшина, директор центра корпоративного развития управления по программам бизнес образования СГЭУ, М. С. Воронина, пенсионерка, С. М. Андрусенко, помощник депутата Госдумы В. А. Кошелева |                              |

Своих кандидатов выдвинули 6 партий. 27 июля 2023 года избирательная комиссия зарегистрировала 5 кандидатов. 31 июля избирком отказал в регистрации кандидату от «Демократической партии России», 67-летнему пенсионеру Григорию Еремееву, так как он предоставил не все документы и только одну подпись муниципального депутата.

## Результаты

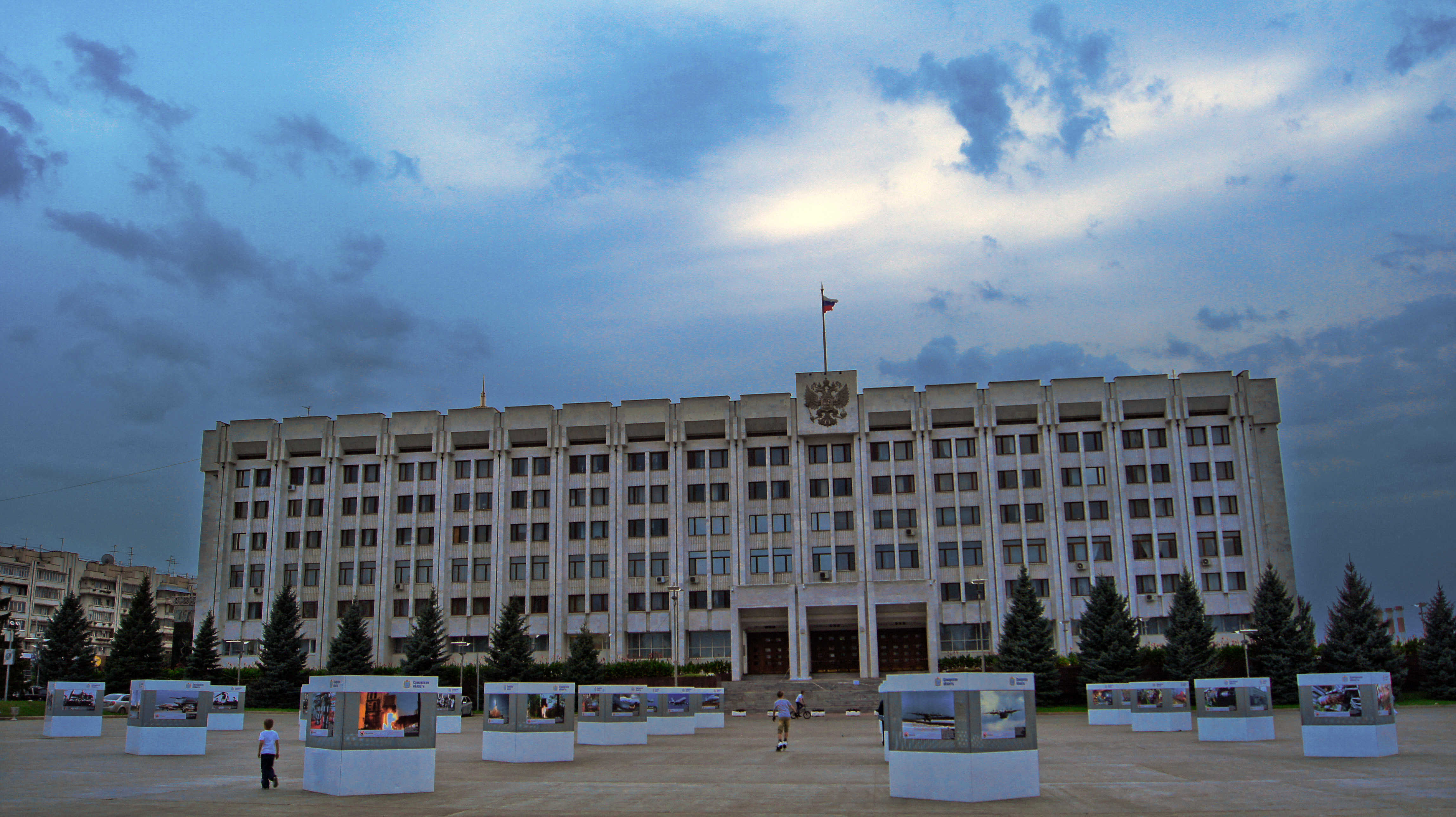
Здание правительства и администрации губернатора в Самаре на Площади Славы.

11 сентября избирательная комиссия подвела окончательные результаты выборов. Губернатором был переизбран Дмитрий Азаров, кандидат от «Единой России».
| Место                                    | Место                                    | Кандидат                                 | Партия                                   | Голосов   | %       |
| ---------------------------------------- | ---------------------------------------- | ---------------------------------------- | ---------------------------------------- | --------- | ------- |
|                                          | 1.                                       | Дмитрий Азаров                           | «Единая Россия»                          | 1 086 187 | 83,83 % |
|                                          | 2.                                       | Алексей Лескин                           | КПРФ                                     | 87 252    | 6,73 %  |
|                                          | 3.                                       | Александр Степанов                       | ЛДПР                                     | 55 514    | 4,28 %  |
|                                          | 4.                                       | Михаил Маряхин                           | «Справедливая Россия — За правду»        | 22 635    | 1,75 %  |
|                                          | 5.                                       | Сергей Пухаев                            | «Новые люди»                             | 22 535    | 1,74 %  |
| Недействительных бюллетеней              | Недействительных бюллетеней              | Недействительных бюллетеней              | Недействительных бюллетеней              | 21 655    | 1,67 %  |
| Всего бюллетеней в ящиках                | Всего бюллетеней в ящиках                | Всего бюллетеней в ящиках                | Всего бюллетеней в ящиках                | 1 295 778 | 100 %   |
|                                          |                                          |                                          |                                          |           |         |
| Число бюллетеней, выданных на участке    | Число бюллетеней, выданных на участке    | Число бюллетеней, выданных на участке    | Число бюллетеней, выданных на участке    | 1 162 249 | 89,61 % |
| Число бюллетеней, выданных вне помещения | Число бюллетеней, выданных вне помещения | Число бюллетеней, выданных вне помещения | Число бюллетеней, выданных вне помещения | 134 740   | 10,38 % |
|                                          |                                          |                                          |                                          |           |         |
| Явка избирателей                         | Явка избирателей                         | Явка избирателей                         | Явка избирателей                         | 1 296 989 | 53,79 % |
| Число избирателей                        | Число избирателей                        | Число избирателей                        | Число избирателей                        | 2 411 123 | 100 %   |

25 сентября 2023 года в Самаре Дмитрий Азаров вступил в должность губернатора на новый 5-летний срок. Церемония принесения присяги прошла здании правительства Самарской области на Площади Славы. Азарова поздравили среди прочих полномочный представитель президента РФ в Приволжском федеральном округе Игорь Комаров, губернатор Оренбургской области Денис Паслер и губернатор Саратовской области Роман Бусаргин. В тот же день Азаров назначил членом Совета Федерации Фарита Мухаметшина, занимавшего эту должность предыдущие 5 лет.